# Erfelek
Erfelek là một huyện thuộc tỉnh Sinop, Thổ Nhĩ Kỳ. Huyện có diện tích 339 km² và dân số thời điểm năm 2007 là 11849 người, mật độ 35 người/km².